# Nico van Suchtelen
Nicolaas Johannes (Nico) van Suchtelen (n. 25 octombrie 1878, Amsterdam, Țările de Jos – d. 26 august 1949, Ermelo, Gelderland, Țările de Jos) a fost un scriitor, poet, traducător și editor neerlandez.

## Biografie
Nico van Suchtelen a fost un membru al familiei nobiliare neerlandeze van Suchtelen, fiind fiul lui Ferdinand Antonius van Suchtelen (1851-1923), funcționar de gradul I la Serviciul de Telegrafie, și al primei sale soții, Josina Paulina Adriana Beversen (1852-1895). El a avut un frate și o soră, plus două surori vitrege din cea de-a doua căsătorie a tatălui său, dintre care una a murit la o vârstă fragedă. Pe 26 martie 1902 s-a căsătorit cu Carolina Jacoba van Hoogstraten (1876-1956), cu care a avut două fiice și trei fii (inclusiv fotojurnalistul Waldo van Suchtelen). El a divorțat pe 10 iunie 1921, apoi s-a căsătorit pe 11 august 1921 cu Catharina Elisabeth van der Werff (1884-1952), cu care a avut doi fii și o fiică. Nepoata Esther Blom a scris o biografie despre el.
Nico van Suchtelen a studiat științele naturii (chimie), sociologia și economia la Amsterdam, iar mai târziu psihologia și filosofia la Zürich, obținând ulterior titlul de doctor în științe administrative (economie și administrație publică) la Amsterdam.
Van Suchtelen lucrat pentru un timp în colonia Walden a lui Frederik van Eeden.
În 1913, el a devenit secretar executiv al editurii Wereldbibliotheek, fondate de Leo Simons, îndeplinind apoi funcția de codirector (din 1925) și director (1930-1948). A scris romane, poezii și eseuri și a tradus, printre altele, operele lui Dante, Goethe, Spinoza, Shakespeare, Freud, Cavalcanti, Petrarca și Marcus Aurelius.
Nepoata lui, Esther Blom, a publicat în 1999 o biografie intitulată: De vlam van het menselijk denken. Nico van Suchtelen 1878-1949.
Deși Van Suchtelen a scris literatură sub propriul său nume, el a folosit, de asemenea, pseudonimul „Theo van Berkel”.

## Scrieri (selecție)
- 1903 - Primavera (poeme)
- 1905 - Verzen (poeme)
- 1906 - Quia absurdum

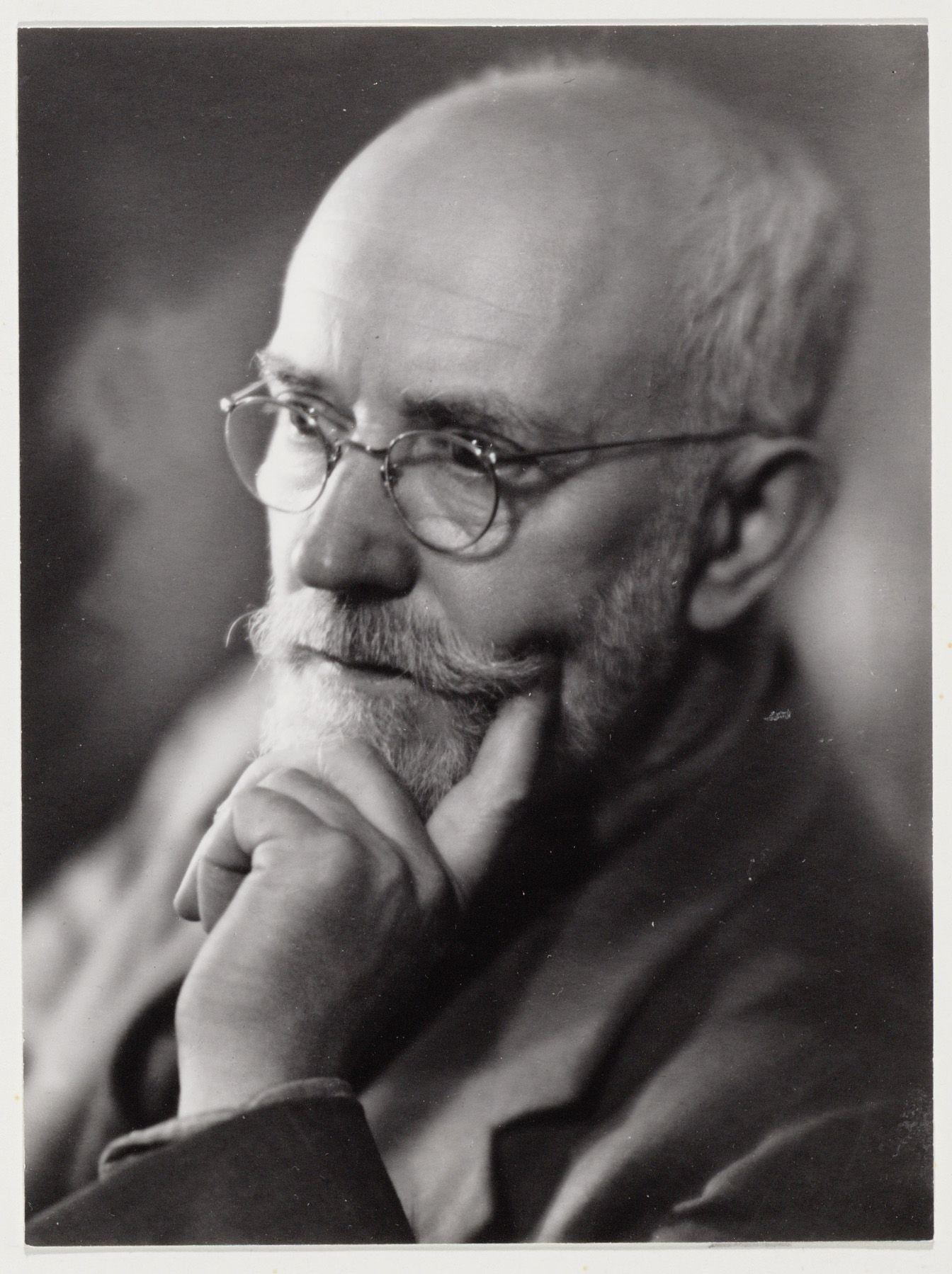
Nico van Suchtelen
(fotografie realizată în 1938 de Jacob Merkelbach)

- 1911 - De waarde als psychisch verschijnsel (teză de doctorat)
- 1912 - Verzen (poeme)
- 1913 - Liefdes dool (poeme)
- 1913 - De tuin der dromen (piesă de teatru)
- 1916 - De stille lach (cu Annie Salomons)
- 1917 - Uit de diepten der ziel
- 1918 - Zwerftochten
- 1918 - Het daghet in het westen (piesă de teatru)
- 1920 - Demonen
- 1923 - Eva's jeugd
- 1927 - Tot het Al-Ene (Tinerețea Evei)
- 1930 - Droomspel des levens (piesă de teatru)
- 1933 - Tat tw-am asi
- 1934 - Het recht tot dienstweigering
- 1935 - Fontie
- 1936 - Oorlog
- 1939 - Het spiegeltje van Venus
- 1945 - Het eerst nodige

## Traduceri
- 1946 - Het nachtfeest van Venus (Pervigilium Veneris)